# Pražská smlouva
Pražská smlouva je označení pro Smlouvu o vzájemných vztazích mezi Československou socialistickou republikou a Spolkovou republikou Německa (německy Vertrag über die gegenseitigen Beziehungen zwischen der Tschechoslowakischen Sozialistischen Republik und der Bundesrepublik Deutschland). Smlouva byla podepsána 11. prosince 1973 v Praze, v platnost vstoupila 19. července 1974 a vyšla ve Sbírce zákonů ČSSR pod č. 94/1974 Sb.
Pražská smlouva byla pokračováním tzv. německé východní politiky a navazovala na již dříve uzavřené smlouvy Německa se SSSR a Polskem. Hlavním sporným bodem smlouvy bylo označení Mnichovské dohody z roku 1938. Německo uznávalo její neplatnost, zatímco Československo trvalo na formulaci neplatnost od samého počátku.
Protože se však Německo v případě druhé formulace obávalo následků státoprávního i soukromoprávního charakteru, byla ve výsledném textu prosazena německá „měkčí“ varianta, uznávající Mnichovskou dohodu za neplatnou. Z takovéto formulace nevyplývaly žádné negativní právní důsledky pro žádnou ze stran ani materiální nároky Československa. Dalšími významnými body smlouvy je zřeknutí se násilí a uznání nedotknutelnosti hranic. Tyto formulace musely být přizpůsobeny Varšavské smlouvě.
Podpisu smlouvy se zúčastnily hlavy vlád obou zemí Willy Brandt a Lubomír Štrougal a ministři zahraničí Walter Scheel a Bohuslav Chňoupek. Smlouvou byly znovu navázány diplomatické styky mezi Československem a Spolkovou republikou Německo.